# Luke Moore
Luke Isaac Moore (Birmingham, 13 februari 1986) is een Engels-Jamaicaans voetballer die bij voorkeur als aanvaller speelt. Hij verruilde in 2014 Chivas USA voor Toronto FC.

## Clubcarrière
Moore stroomde vanuit de jeugdopleiding door naar het eerste van Aston Villa. In december van 2003 werd hij verhuurd aan Wycombe Wanderers waar hij op 13 december 2003 tegen Notts County zijn debuut maakte. In zijn daarop volgende wedstrijd voor Wycombe, tegen Bournemouth, maakte hij zijn eerste doelpunt. Vervolgens maakte hij op 3 januari 2004 tegen Grimsby Town een hattrick waardoor hij zijn periode bij Wycombe afsloot met vier doelpunten in zes competitiewedstrijden. Moore's eerste doelpunt voor Aston Villa maakte hij op 5 maart 2005 tegen Middlesbrough. In 2006 liep hij in een wedstrijd tegen Chelsea een schouderblessure op die hem enige tijd aan de kant zette. Hij vloog in oktober van 2006 naar de Verenigde Staten om zich te laten opereren. Op 9 april 2007 keerde hij in een wedstrijd tegen Wigan Athletic als invaller terug van zijn blessure. 
In januari van 2008 werd bekend dat Glasgow Rangers trainer Walter Smith interesse had in de Engelse spits. Op 22 februari werd Moore echter verhuurd aan West Bromwich Albion dat hem later in het seizoen definitief overnam van Aston Villa. Zijn debuut voor West Bromwich maakte hij op 23 februari 2008 in een wedstrijd tegen Hull City. Op 21 december 2008 maakte hij tegen Manchester City zijn eerste doelpunt voor West Bromwich. In 2010 werd hij verhuurd aan Derby County waar hij in een wedstrijd tegen Doncaster Rovers zijn eerste doelpunt maakte. 
Op 7 januari 2011 tekende hij bij Swansea City waar hij op 8 januari 2011 in de FA Cup tegen Colchester United zijn debuut maakte. Zijn eerste doelpunt voor de club maakte hij op 19 februari 2011 tegen Doncaster Rovers. Na vijfenvijftig competitiewedstrijden waarin hij acht doelpunten maakte verliet hij de club op 23 augustus 2013.
Een dag later werd bekend dat Moore bij het Turkse Elazığspor had getekend. Zijn competitiedebuut maakte hij daar op 25 augustus 2013 tegen Karabükspor.  Op 24 februari 2014 tekende hij bij het Amerikaanse Chivas USA. Daar maakte hij op 9 maart 2014 tegen Chicago Fire zijn debuut. Op 8 mei 2014 werd hij naar Colorado Rapids gestuurd inruil voor Marvin Chávez. Vervolgens stuurde Colorado hem naar Toronto FC inruil voor Gale Agbossoumonde. Op 17 mei maakte hij tegen New York Red Bulls zijn competitiedebuut voor Toronto FC. In diezelfde wedstrijd maakte hij direct zijn eerste doelpunt. 

## Erelijst
| League Cup | 1x | 2012/13 |